# Cuspidaria hyalina
Cuspidaria hyalina is een tweekleppigensoort uit de familie van de Cuspidariidae. De wetenschappelijke naam van de soort is voor het eerst geldig gepubliceerd in 1843 door Hinds (ex Sowerby MS).